# Małgorzata Douglas
Małgorzata Douglas (ur. 8 października 1515, zm. 7 marca 1578) – córka Archibalda Douglas, szóstego hrabiego Angus i Małgorzaty Tudor, królowej wdowy Szkocji. W młodości była ulubienicą swojego wuja Henryka VIII, jednakże dwukrotnie ściągnęła na siebie królewski gniew - po raz pierwszy gdy zaręczyła się bez wymaganej w takich przypadkach zgody monarchy (jako córka siostry Henryka VIII należała do angielskiej rodziny królewskiej i podlegała, jako kobieta, opiece i ochronie wuja) Tomasza Howarda, który zmarł w londyńskiej Tower w 1537 roku, co było karą za próbę poślubienia Małgorzaty - po raz drugi naraziła się wujowi w 1540 roku kiedy na jaw wyszedł jej romans z siostrzeńcem Tomasza, Karolem Howardem, bratem ówczesnej żony Henryka VIII, Katarzyny Howard. 6 lipca 1544 Małgorzata wyszła za mąż za Mateusza Stuarta, czwartego hrabiego Lennox, który był jednym z najbogatszych i najbardziej wpływowych szkockich arystokratów, znajdującego się wówczas na wygnaniu. Ich syn Henryk poślubił królową Szkotów, Marię I Stuart i był ojcem późniejszego króla Anglii, Szkocji i Irlandii Jakuba I.

## Życiorys

### Młodość i życie na dworze stryja
Małgorzata urodziła się w należącym do jej ojca zamku Harbottle Castle w Northumberland. Jej matka przekroczyła granicę szkocko-angielską wraz z jej ojcem co wywołało niepokoje w obu królestwach. Po rozwodzie z Małgorzatą, hrabia przez jakiś czas przetrzymywał ją w swoim zamku aż w październiku 1528 roku hrabia Angus został zmuszony przez syna swojej żony Małgorzaty Jakuba V do odesłania córki i żony do Anglii, które najpierw zamieszkały w zamku Norham Castle. Po kilkudniowym pobycie w zamku Benwick, w towarzystwie nianiek i guwernantki Isobel Hoppar, Małgorzatę Douglas wysłano na dwór jej ojca chrzestnego, kardynała Wolseya, podczas gdy jej matka zamieszkała w Londynie. Kiedy Wolsey zmarł w 1530 roku Małgorzatę wysłano do królewskiego pałacu Beaulieu, gdzie zamieszkała na dworze swojej kuzynki Marii. Z powodu swoich praw do angielskiej korony, pokrewieństwa z królem Szkocji i w obawie, że może zostać wykorzystana do obalenia władzy Tudorów, Małgorzata przez większość swojego dzieciństwa i młodości spędziła na angielskim dworze w bezpośredniej bliskości króla, który zresztą niezwykle za nią przepadał. To właśnie na dworze zawarła bliską przyjaźń ze swoją kuzynką Marią, z którą do końca jej życia prowadziła obfitą korespondencję i była jej bliską przyjaciółką, mimo że po wyjściu za mąż Małgorzata przez jakiś czas w Szkocji.
Kiedy tworzono dwór dla drugiej żony króla Anny Boleyn, Małgorzata została jedną z jej dam dworu i to właśnie tam poznała wuja nowej królowej, Tomasza Howarda z którym wkrótce się zakochała. Tomasz był najmłodszym synem Tomasza, drugiego księcia Norfolk z jego drugiego małżeństwa z Agnes Tilney. Pod koniec 1535 roku Tomasz i Małgorzata zaręczyli się ze sobą w sekrecie.
Król wkrótce upewnił się, że Anna Boleyn nie jest w stanie dać mu syna i w maju 1536 na jego rozkaz aresztowano królową i rozpoczął się jej proces. Kiedy na początku lipca 1536 roku król dowiedział się o zaręczynach Małgorzaty z Tomaszem Howardem, był wściekły. Henryk VIII wcześniej już ogłosił swoje córki Marię i Elżbietę dziećmi nieślubnymi, przez co Małgorzata była pierwsza w sukcesji do tronu angielskiego; dlatego też wymusił na niej obietnicę, że nie wyjdzie za mąż bez jego zgody, a zwłaszcza za któregoś z angielskich możnowładców spokrewnionych z rodziną królewską – Henryk obawiał się, że taki związek mógłby pozbawić korony jego potencjalnych męskich potomków - Tomasz Howard jako wuj zniesławionej królowej był więc najgorszym możliwym narzeczonym dla Małgorzaty. Dlatego też król osadził oboje w Tower. 18 lipca 1536 ustawą Parlamentu przegłosowano akt orzekający konfiskatę majątku i skazujący Tomasza Howarda na dożywotnie więzienie za próbę "obalenia naturalnego porządku dziedziczenia Korony", oraz Akt o Wykluczeniu - dokument zabraniający małżeństw członkom rodziny królewskiej bez zgody panującego monarchy. Tomasz zmarł w więzieniu 31 października 1537 roku. Na wieść o śmierci narzeczonego Małgorzata ciężko podupadła na zdrowiu (medycy podejrzewali u niej tak zwaną "czarną melancholię"), a według nieprzychylnych jej osób na dworze "miała cierpieć z powodu wydania na świat martwego potomka".
Małgorzata wciąż była bardzo chora, więc król zezwolił jej na przeniesienie się z Tower do opactwa Syon, w którym mianował ją świecką administratorką z uprawnieniami opatki. Ostatecznie odzyskała wolność 29 października 1537 roku.
W 1539 roku Małgorzata i Maria Fitzroy, księżna Richmond i Somerset zostały wyznaczone do pocztu, który miał przywitać na ziemi angielską przyszłą czwartą już żonę Henryka VIII Annę Kliwijską, przybyć wraz z nią do pałacu w Greenwich, dołączyć do jej dworu i zdawać królowi raporty o wyglądzie, zachowaniu i manierach przyszłej królowej. Było to wielkim zaszczytem dla Małgorzaty, ale nieoczekiwanie król zdecydował się osobiście spotkać z Anną w Rochester.
W 1540 roku Małgorzata po raz kolejny naraziła się wujowi nawiązując romans z bratankiem Tomasza Howarda, Karolem. Był on synem starszego przyrodniego brata Tomasza – Edmunda Howarda i bratem piątej żony Henryka VIII, Katarzyny Howard.
W 1543 roku była jedną z osób, które doprowadziły do ostatniego małżeństwa króla, z Katarzyną Parr, wdową po baronie Latimer zawartego w pałacu Hampton Court. Małgorzata została jedną z najbardziej wpływowych osób na dworze i bliską przyjaciółką królowej Katarzyny, którą znała od wczesnej młodości.

### Małżeństwo i dyplomacja

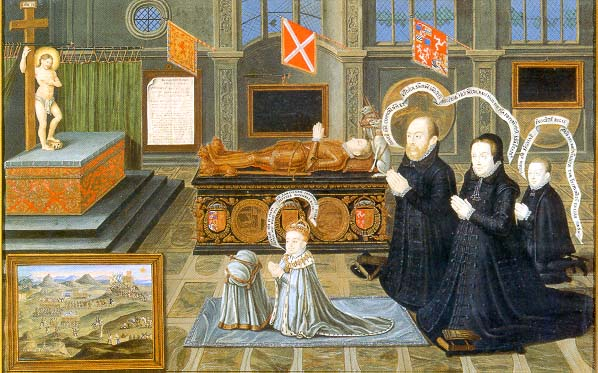
Małgorzata Douglas z mężem Mateuszem, synami Karolem (za rodzicami) i Henrykiem (na katafalku) i wnukiem Jakubem

W 1544 roku Małgorzata poślubiła szkockiego wygnańca Mateusza Stuarta, czwartego hrabiego Lennox (1516–1571), który później został regentem Szkocji w latach 1570–1571. Miała z nim dwóch synów – Henryka i Karola, którzy przez większość dzieciństwa mieszkali wraz z rodzicami w Anglii. W czerwcu 1548 roku w czasie działań wojennych ojciec Małgorzaty napisał do niej z doniesieniem, że jej młodszy przyrodni brat Jerzy Douglas i kilku innych członków rodziny zostało aresztowanych i są więzieni w pałacu Dalkeith. Hrabia Angus miał nadzieję, że dzięki wstawiennictwu córki i jej męża zdoła poprawić warunki w jakich przetrzymywano więźniów. Lennox napisał list do Lorda Protektora z prośbą o ludzkie traktowanie uwięzionych. Małgorzata napisała list do ojca z zamku Wressle w marcu 1549 roku zapraszając go do swojej posiadłości i skarżąc się, że unika jej męża.
W czasie panowania swej kuzynki Marii I Małgorzata wraz z mężem zamieszkali w Anglii - królowa przeznaczyła dla kuzynki apartament w pałacu Westminsterskim. W listopadzie 1553, królowa powiedziała ambasadorowi Simonowi Renard, że to właśnie hrabina Lennox jest najlepszą kandydatką do objęcia tronu po jej śmierci (wierna pamięci matki Maria I uważała swoją zrodzoną z Anny Boleyn przyrodnią siostrę Elżbietę za protestancką heretyczkę i bękarta swojego ojca). Hrabina była główną żałobnicą w czasie pogrzebu królowej Marii w grudniu 1558. Po wstąpieniu Elżbiety I na tron angielski, Małgorzata wraz z mężem i dziećmi przeniosła się do Yorkshire i zamieszkała w pałacu Temple Newsam, stając się niejako centrum katolickich intryg i spisków na dworze. Pozycja Małgorzaty wzrosła gdy jej syn Henryk poślubił niedawno przybyłą z Francji królową Szkotów Marię, jednocząc w ten sposób roszczenia do angielskiej korony ze strony władców Szkocji i Małgorzaty (Jakub V, król Szkotów i Małgorzata Douglas byli przyrodnim rodzeństwem - dziećmi Małgorzaty Tudor, córki Henryka VII i jego żony Elżbiety York, tak więc Henryk i Maria byli kuzynami).
W 1566 roku hrabina Lennox została uwięziona w londyńskiej Tower przez obawiającą się jej wpływów i możliwego aliansu kuzynki z królową Szkotów, ale została uwolniona w kilka dni po morderstwie jej syna Henryka, lorda Darnley w 1567 roku. Małgorzata (podobnie zresztą jak niemal cała ówczesna Europa) uznała Marię za winną morderstwa syna, ale według niektórych źródeł miała później się z nią pogodzić. Utrzymywała z byłą królową kontakt korespondencyjny zarówno gdy ta przebywała jeszcze w Szkocji, jak i wówczas, gdy uciekła do Anglii i została uwięziona, przez obawiającą się jej wpływów kuzynkę Elżbietę I. Wkrótce zresztą jej mąż hrabia Lennox został regentem Szkocji w imieniu swojego będącego wówczas jeszcze niemowlęciem wnuka Jakuba i w niespełna rok później, w 1571 roku został zamordowany na oczach małego króla przez obawiających się wzrostu znaczenia frakcji katolickiej szkockich arystokratów. W 1574 Małgorzata po raz kolejny ściągnęła na siebie gniew swojej koronowanej kuzynki, żeniąc swojego młodszego syna, Karola, piątego hrabiego Lennox z Elżbietą Cavendish, pasierbicą Jerzego Talbota, szóstego hrabiego Shrewsbury i jedną z najbogatszych dziedziczek na wyspie, bez (wymaganej w takich przypadkach) zgody królowej. Małgorzata po raz kolejny została zesłana do Tower, w przeciwieństwie do swojej synowej, ale wkrótce została uwolniona po śmierci drugiego z jej synów, Karola w 1576 roku.
Zabiegi Małgorzaty na londyńskim dworze i jej dyplomacja ogromny sposób przyczyniły się do przejęcia po śmierci Elżbiety tronu Anglii i Irlandii przez jej wnuka Jakuba I.

### Śmierć i pogrzeb
Po śmierci swojego młodszego syna Małgorzata opiekowała się jego córką, Arbellą, jednakże zmarła wkrótce po jego śmierci. Na kilka dni przed swoim zgonem, hrabina Lennox zjadła obiad z faworytem Elżbiety I, Robertem Dudleyem, hrabią Leicester, co dało początek plotkom, jakoby został przezeń otruta, na co nie ma żadnych historycznych dowodów.
Mimo że Małgorzata nie była zamożna, została pochowana z wszelkimi honorami w Opactwie Westminsterskim na koszt królowej Elżbiety. Została pochowana w tym samym grobowcu co jej syn Karol, przy południowej ścianie kaplicy Henryka VII.